# Гуров, Кирилл Петрович
Кири́лл Петро́вич Гу́ров (6 марта 1918, Москва — 29 сентября 1994) — российский и советский физик-теоретик, специалист в области кинетической теории.

## Биография
Родился в дворянской семье, отец — кадровый офицер. Получил хорошее дошкольное домашнее образование, говорил на французском и немецком языках. Поступил в школу сразу во второй класс. Окончил школу с отличием и в 1936 году был принят без вступительных экзаменов в Московский государственный университет (МГУ). В 1941 году с отличием окончил МГУ.
В годы Великой Отечественной войны работал шлифовальщиком на заводе в Куйбышеве Новосибирской области. В это же время сотрудничал с Совинформбюро и опубликовал 90 статей на русском, немецком и французском языках.
В 1944 году поступил в аспирантуру МГУ к Н. Н. Боголюбову. Во время учёбы в аспирантуре занимался проблемами кинетической теории квантовых систем. С 1954 года и до последних дней жизни работал в Институте металлургии имени А. А. Байкова АН СССР.
Член редколлегии журнала «Физика и химия обработки материалов». Член Учёного и Специализированного советов Института металлургии имени А. А. Байкова РАН и Специализированного совета Института общей физики имени А. М. Прохорова РАН.
Похоронен на Востряковском кладбище.

## Научная деятельность
Во время учёбы в аспирантуре совместно с Н. Н. Боголюбовым вывел кинетические уравнения для квантовых систем с использованием квантовой цепочки ББГКИ. Эта работа является фундаментальной в кинетической теории квантовых систем.
В Институте металлургии занимался исследованием диффузионных процессов и обусловленных ими фазовых превращений в сплавах. Разработал метод «дырочного газа». Применение этого метода для описания взаимной диффузии в бинарных и многокомпонентных сплавах легло в основу докторской диссертации К. П. Гурова.
В начале 1970-х годов предложил математический формализм, позволяющий оценивать вклад наравновесных вакансий в диффузионные потоки и построить теорию диффузионных процессов в сплавах исходя из микроскопичесикх соображений.
Совместно с А. М. Гусаком создал теорию «диффузионной конкуренции фаз» для описания взаимной диффузии в многомерных бинарных системах. Данная теория позволила сформулировать критерии подавления и роста фаз и объяснить закономерности твердофазных реакций диффузной аморфизации.
В середине 1970-х годов работал над проблемами космического материаловедения. Входил в состав коллектива учёных первого международного советско-американского космического проекта «Союз» — «Аполлон». Занимался изучением влияния невесомости на процесс твёрдо-жидкофазного взаимодействия металлов.

## Книги
- Гуров К. П. Основания кинетической теории (метод Н. Н. Боголюбова). — М.: Наука, 1966.
- Гуров К. П. Феноменологическая термодинамика необратимых процессов (физические основы). — М.: Наука, Глав. ред. физ-мат лит-ры, 1978.
- Боровской И. Б., Гуров К. П., Марчукова И. Д., Угасте Ю. Э. Процессы взаимной диффузии в сплавах. — М.: Наука, 1973.
- Иванов Л. И., Земсков В. С. Кубасов В. Н., Пименов В. И., Белокурова И. Н., Гуров К. П., Демина Е. В., Титков А. Н., Шульпина И. Л. Плавление, кристаллизация и фазообразование в невесомости. — М.: Наука, 1979.
- Процессы взаимной диффузии в сплавах, под ред. К. П. Гурова, М., 1973.